# Manuel Baturone Colombo
Manuel Baturone Colombo (San Fernando (Cádiz), 1895-Barcelona, 30 de agosto de 1977) fue un militar español, capitán general de Aragón y hermano del ministro franquista Adolfo Baturone Colombo. 

## Biografía
Fue padre del piloto de automovilismo Eugenio Baturone y del jugador de baloncesto Enrique Baturone Ribas.
Ingresó en el ejército en 1912 y luchó durante la guerra civil española en el bando sublevado en el frente de Andalucía. En noviembre de 1936 era comandante de Infantería del Regimiento de Infantería «Cádiz» n.º 33, que luchó en el frente de Córdoba, sector de Peñarroya. En marzo de 1937, la llamada columna Baturone llevó al ejército franquista hasta Villanueva del Duque y Alcaracejos, localidades próximas a Pozoblanco, puntal del frente republicano.
En 1939 ascendió a coronel y en 1942 a general de brigada. En 1945 fue enviado con la 123.ª División al Ampurdán, con base en Vilabertran, a fin de luchar contra los maquis antifranquistas en los Pirineos. En 1946 fue ascendido a general de división y fue nombrado jefe de la 41.ª División estacionada en Gerona. En 1954 ascendió a teniente general y fue nombrado Capitán General de la V Región Militar en sustitución de Francisco Franco Salgado-Araújo. Permaneció en el cargo hasta 1961, cuando pasó a la reserva.
En 1956 fue condecorado con la Orden de Cisneros y en 1961 con la Gran Cruz de la Orden del Mérito Militar con distintivo blanco, pensionada.